# Świąteczna randka
Świąteczna randka (ang. Christmas Wedding Date) – amerykańska komedia romantyczna z 2012 roku w reżyserii Freda Olena Raya. Scenariusz napisali Fred Olen Ray i Peter Sullivan.

## Fabuła
Po dziesięciu latach nieobecności Rebecca wraca do rodzinnego miasteczka na ślub przyjaciółki z liceum. Powracają wspomnienia, na nowo odżywają stare animozje, budzą się dawno uśpione uczucia. Rebecca jest szczęśliwa, że ta wizyta potrwa tylko jeden dzień – a potem będzie mogła wrócić do swojego wielkomiejskiego życia. Jednak kiedy budzi się następnego ranka z radosną myślą o wyjeździe – okazuje się, że dziś jest… wczoraj. Czas się zapętlił – dziewczyna musi przeżyć ten sam dzień jeszcze i jeszcze raz. Początkowo jest wściekła, potem znudzona – ale z czasem zaczyna dostrzegać możliwości płynące z kolejnych darowanych jej „powtórek”. Ma czas, żeby odbudować więzi z matką, o której przez ostatnie lata właściwie zapomniała. Uczy się odpoczywać i akceptować rzeczy, na które nie ma wpływu. Przygląda się swojej miłości z lat szkolnych – która być może wcale nie należy do przeszłości….

## Produkcja
Zdjęcia do filmu były kręcone w Los Angeles i Newhall (Kalifornia).

## Obsada[7]
- Marla Sokoloff – Rebecca Wesley
- Chris Carmack – Chad
- Catherine Hicks – Shirley
- George Wendt – Pan przeznaczenie
- Vanessa Evigan – Allison
- Chelan Simmons – Molly
- Lenny Jacobson – Tyler
- David DeLuise – Pastor
- Kristen Clement – Jennifer
- Michael Dunn – Rick
- Levi Fiehler – Mark
- Daniel Booko – Bowman
- Stuart Pankin – Święty Sam
- Ted Monte – Joe
- Scott Thomas Reynolds – Barry
- Dylan Vox – Trevor DJ wesela
- John Mack – Piosenkarka na ślubie
- Andrea Alvear – Barmanka
- Nina Ann Nelson – Skautka sprzedająca ciasteczka
- Brian Nolan – Ed
- Michael Ark – Mężczyzna trzymający obrączki ślubne
- Robert Clarke – Fred